# Saldiopsis
Saldiopsis är ett släkte av skalbaggar. Saldiopsis ingår i familjen vivlar.
Kladogram enligt Catalogue of Life:
| Saldiopsis | \| \| Saldiopsis armata \| \| \| \| \| \| Saldiopsis probata \| \| \| \| |
|            | \| \| Saldiopsis armata \| \| \| \| \| \| Saldiopsis probata \| \| \| \| |
|            | Saldiopsis armata                                                        |
|            |                                                                          |
|            | Saldiopsis probata                                                       |
|            |                                                                          |